# アルーシャ国立公園
アルーシャ国立公園はタンザニア北東部のアルーシャ州に位置する国立公園である。園内に標高4566mの火山、メルー山を擁し、この高さはタンザニア第二位である。この公園は小さいが3つの地域それぞれに壮大な風景が広がっている。西ではメルクレーターがジュククミア川を通り、クレーターの縁にメルー山がある。火山地帯から森林、サバンナを含む多様な生態系が特徴である。非常にアクセスもよくアルーシャから東に25km、モシから58km、キリマンジャロ国際空港から35kmのところにある。

## 概要
一日でまわれるほどの大きさ（137 平方km）ながら、その生態系の豊かさは特筆するものがある。
アフリカで5番目、タンザニア第二の標高であるメルー山(4565m)の登山口であり、頂上と東側を含む。北側に位置するモメラ湖群の浅瀬には、ときに数千羽のフラミンゴが生息し、またシロクロコロブスがこの公園のマスコットである。
半径1キロメートルのングドロクレーターはリトル・ンゴロンゴロといわれるほどンゴロンゴロ保全地域とよく似た景観をつくる。

## 野生動物
アルーシャは多くの種類の野生動物が生息しているが、観光客は他のタンザニアの国立公園で行われているような周遊は期待すべきではない。この公園はサイズが小さいにもかかわらず、キリン、アフリカスイギュウ、シマウマ、イボイノシシ、ゲレザ、ブルーモンキー、フラミンゴ、象、ライオンなどのアフリカの動物が生息している。ヒョウはこの公園ではめったに見られない。ジャングルに鳥類が多数生息しており、多くの森の種は観光用の道よりも森の中のほうが見つけやすい。

## ギャラリー

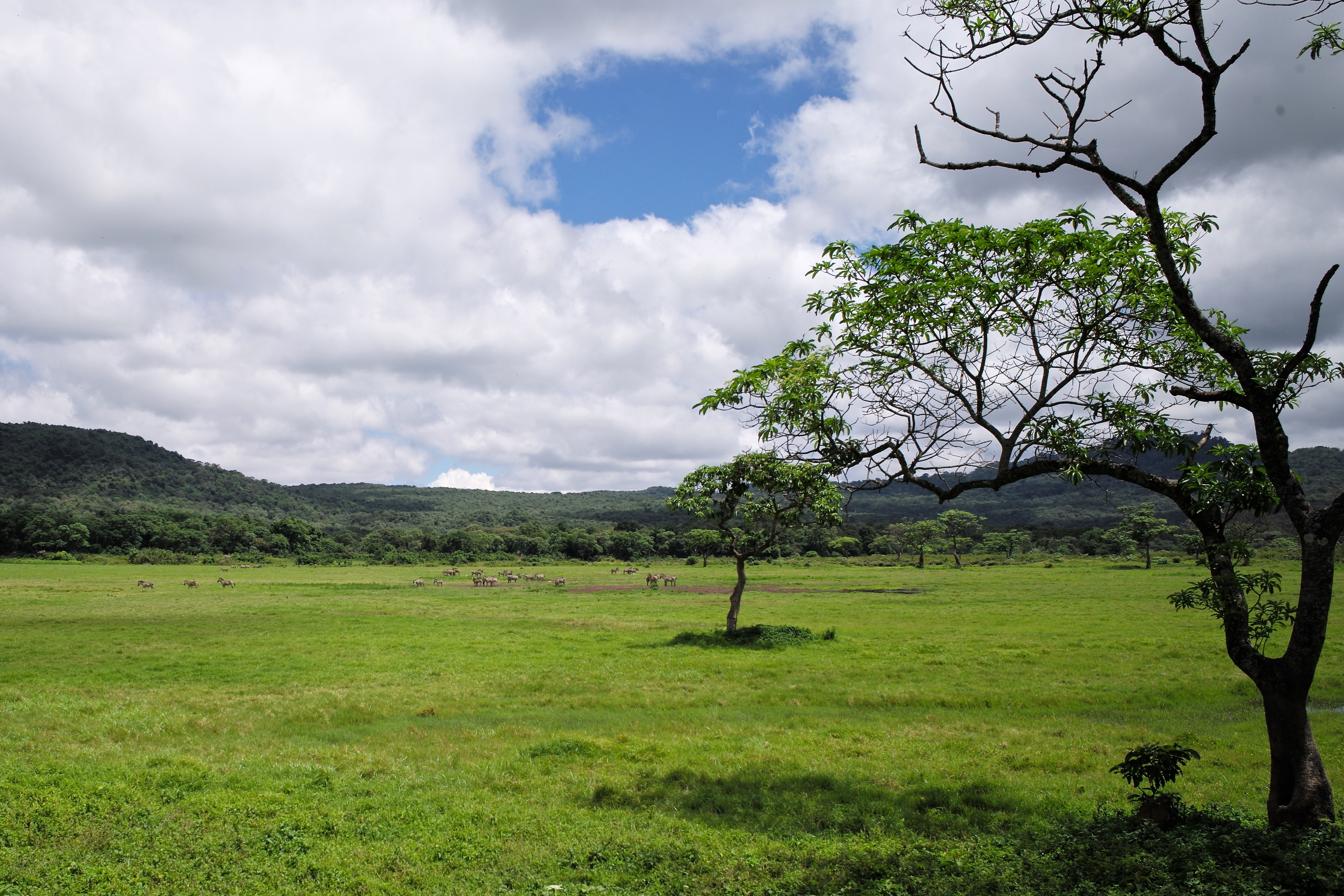
風景
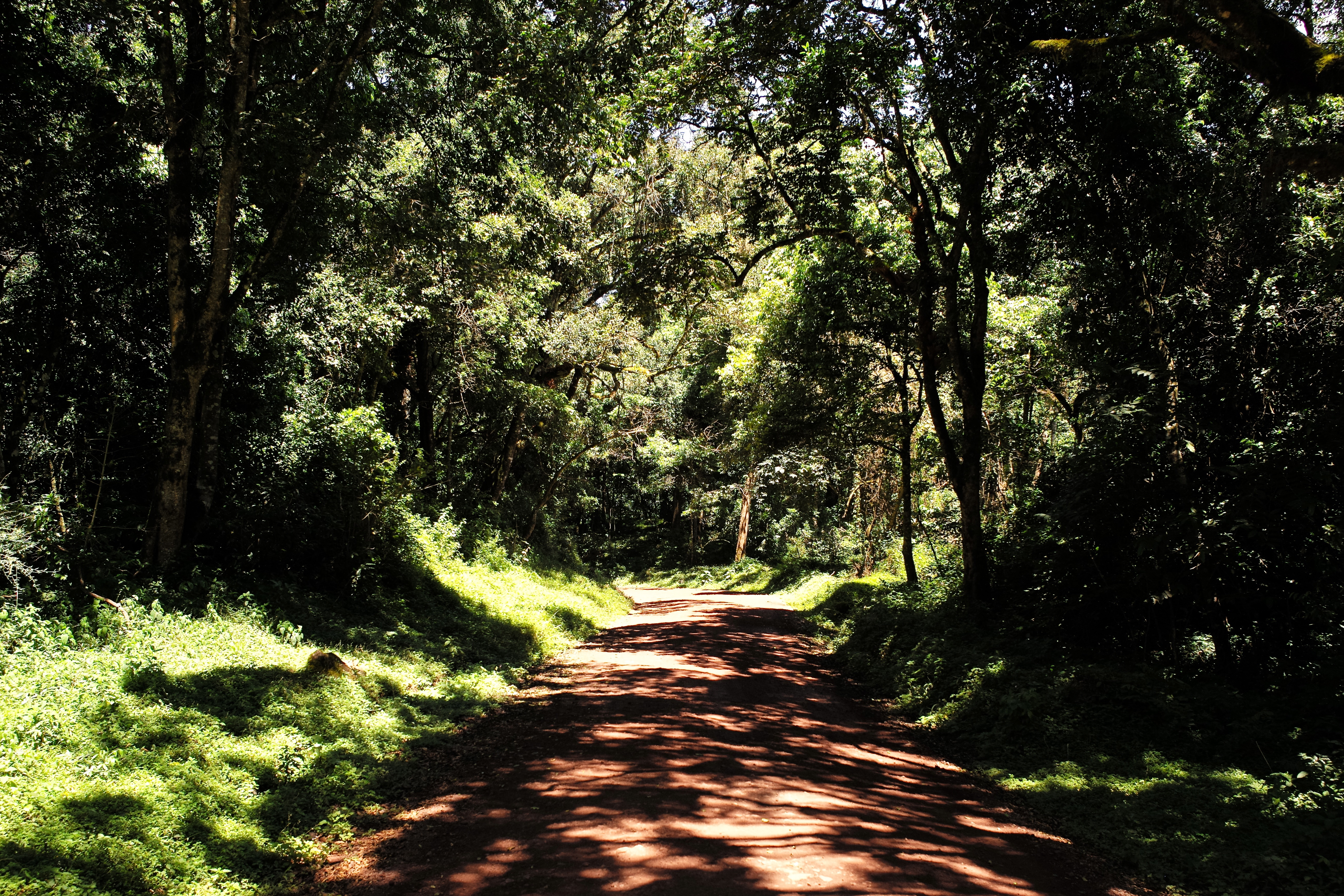
ジャングル
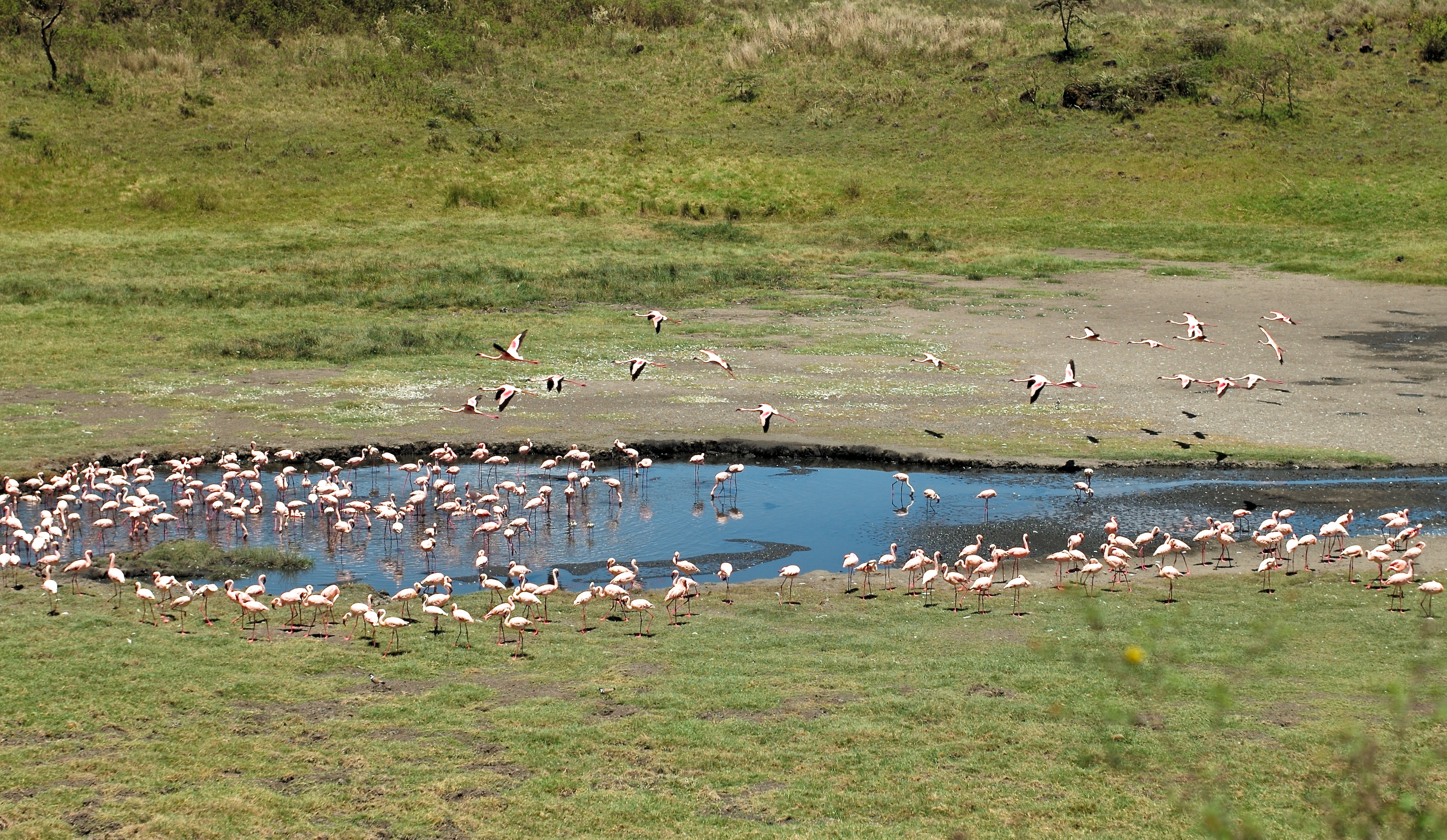
フラミンゴ
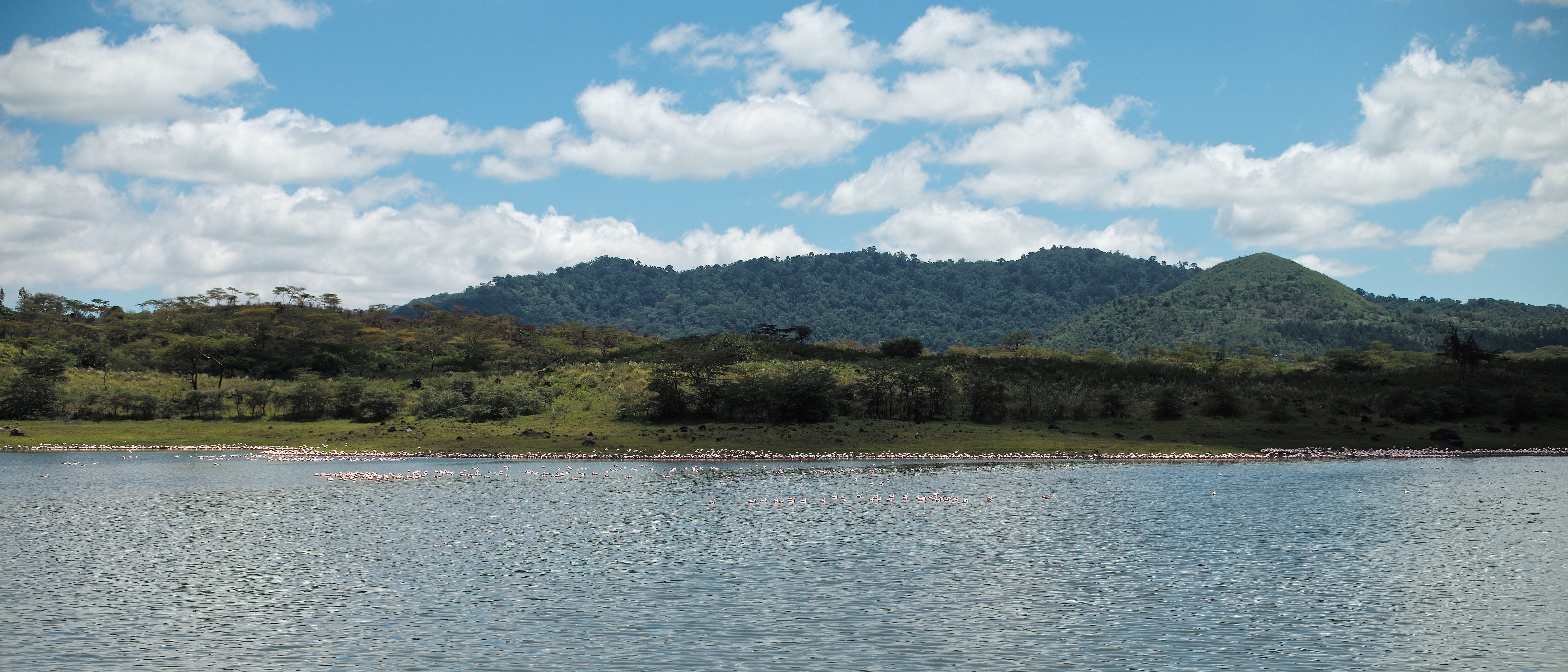
モメラ池
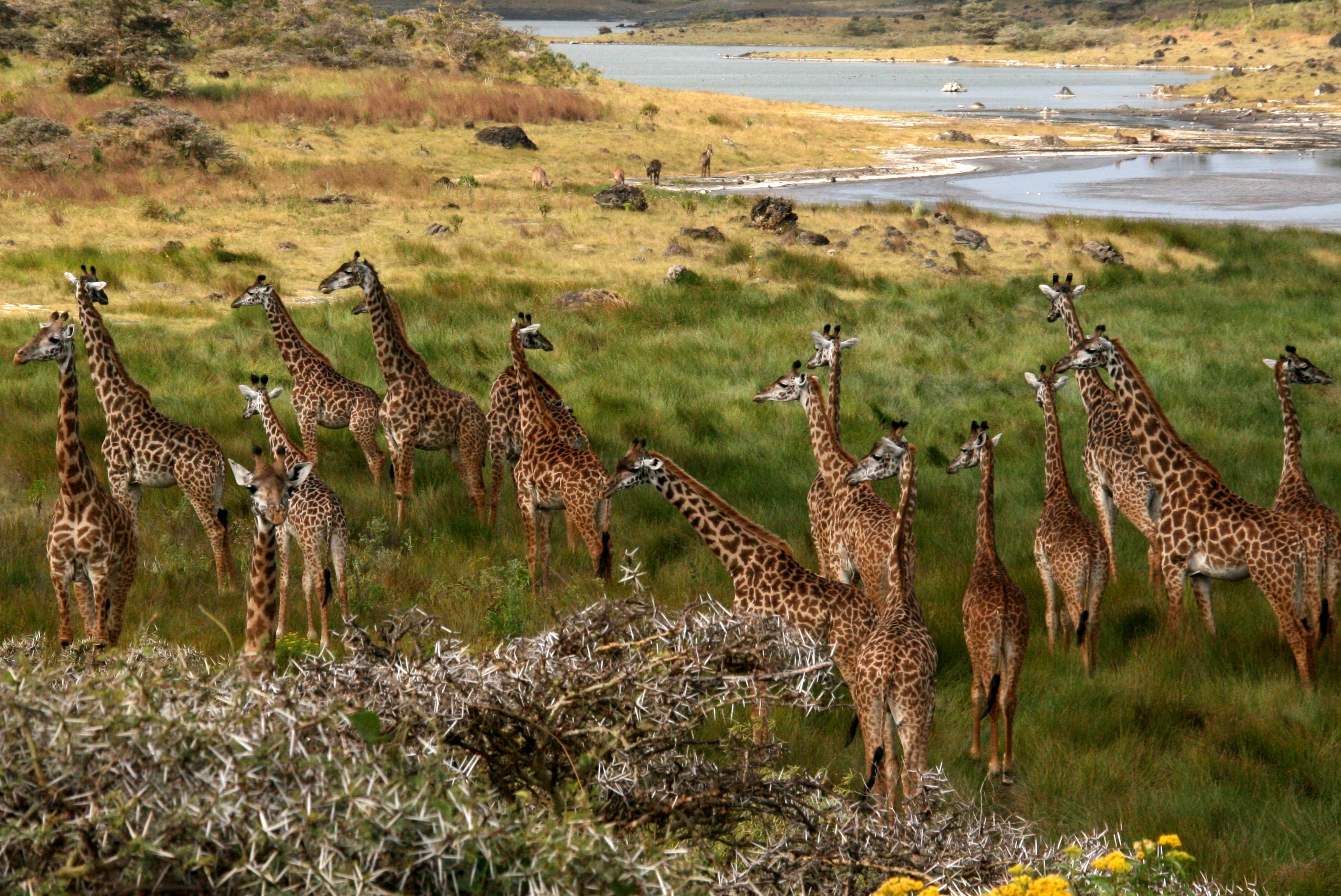
キリン
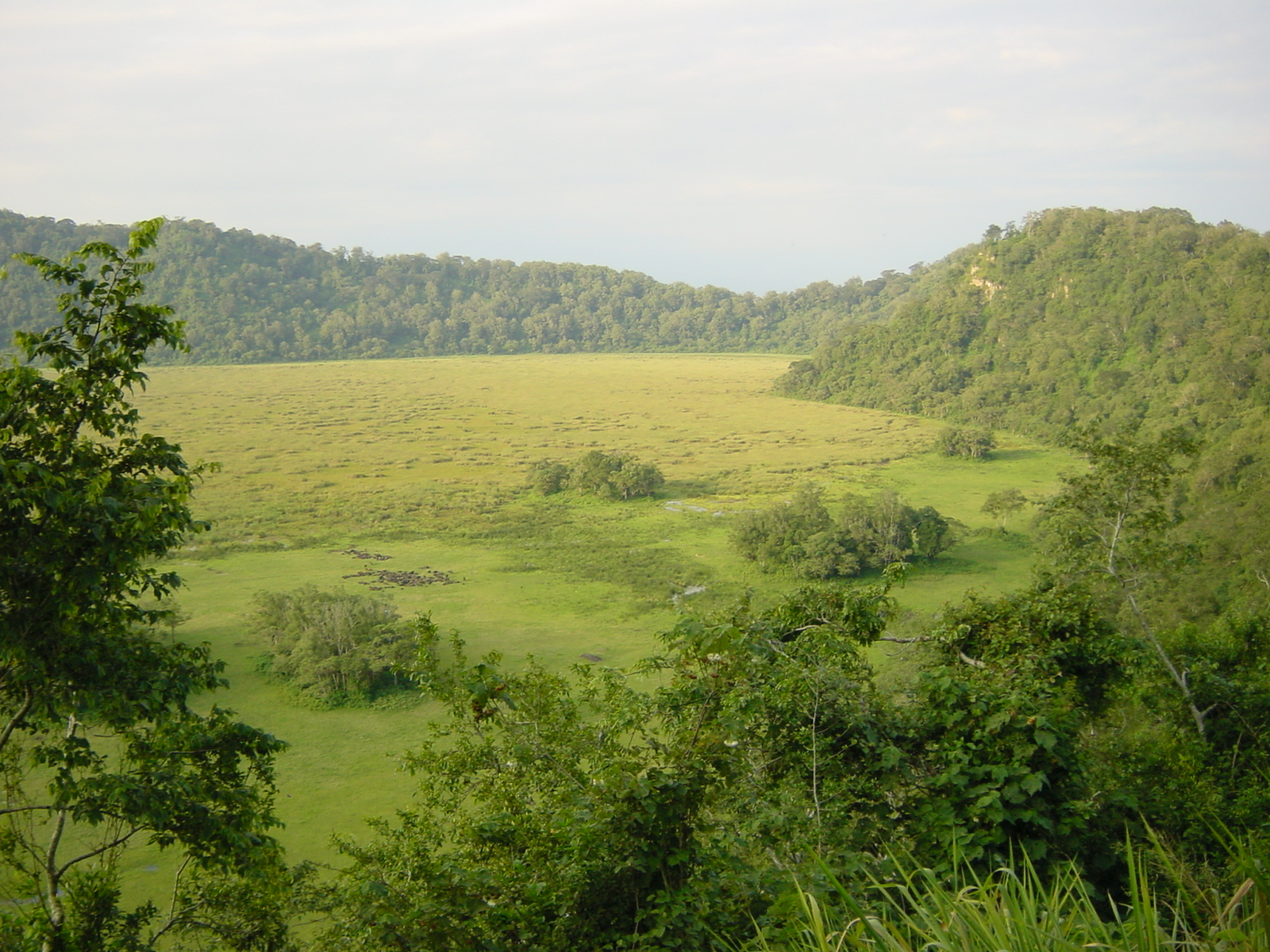
ングドロクレーター